# Chiesa di San Lorenzo (Finale Ligure, Varigotti)
La chiesa di San Lorenzo è un edificio religioso sito lungo la strada statale 1 Via Aurelia nel rione di Varigotti a Finale Ligure, in provincia di Savona. La chiesa è sede della comunità parrocchiale omonima del vicariato di Finale Ligure-Noli della diocesi di Savona-Noli.

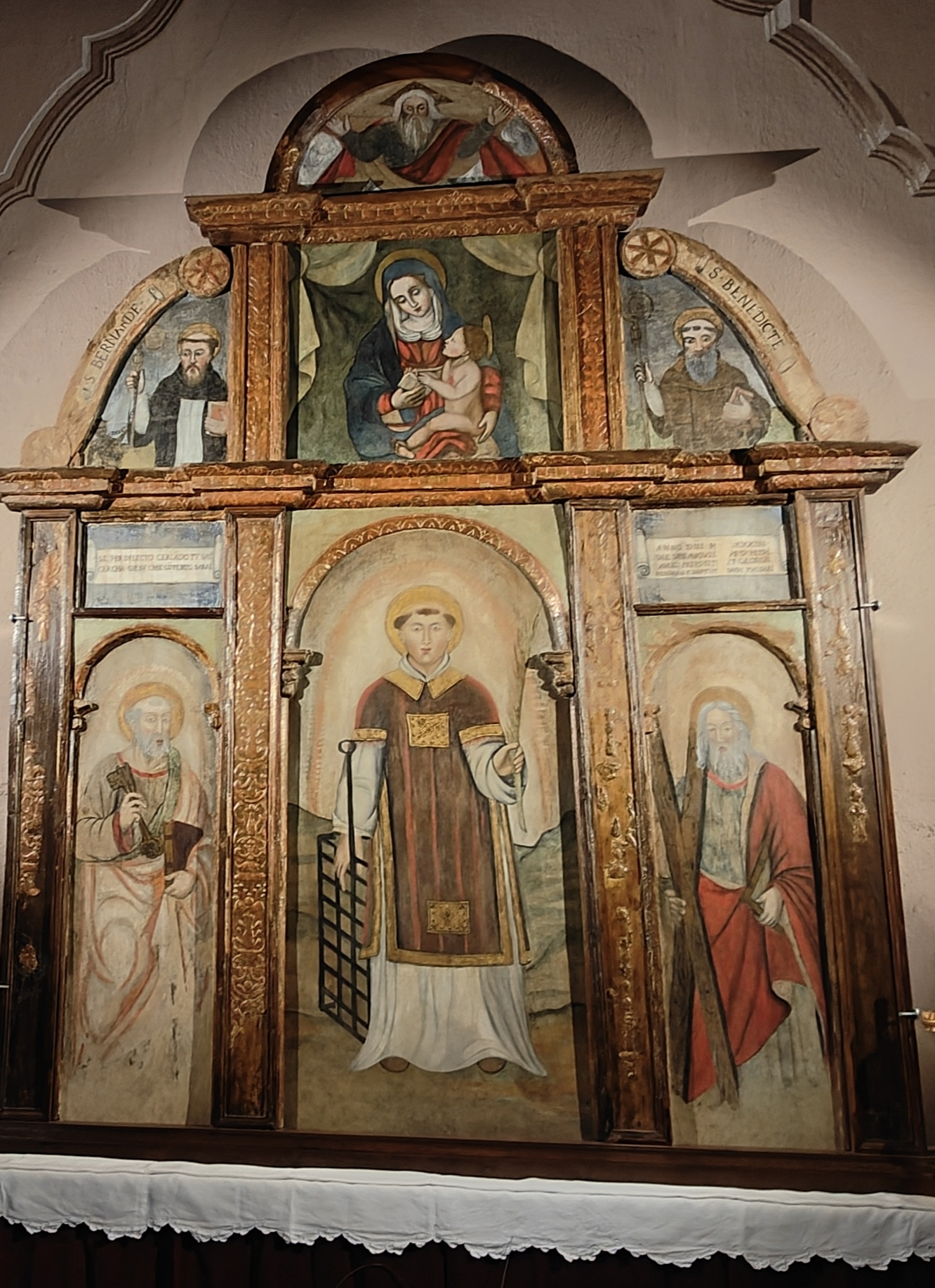
Polittico di autore ignoto, anno 1584. Raffigura San Lorenzo con la palma e la graticola, a Sx, con le chiavi, San Pietro e a Dx suo fratello Sant'Andrea. Nel cartiglio sopra S. Andrea vi è la data e i committenti: il preposto Pietro Averio e i massari Giorgio Mendari e Battista Mauri. Sopra San Lorenzo vi è la Madonna col bimbo con collana di corallo con a sinistra San Bernardo (col diavolo alla catena) e a destra San Benedetto. Nella cimasa viene raffigurato nel triangolo (simbolo della Trinità) Dio. Restaurato nel 1954 e infine nel 2021.

## Storia e descrizione
Le prime citazioni risalgono al 1356 e dell'originario edificio rimane visibile solo il campanile tardogotico, anche se rimaneggiato in epoche successive. L'attuale struttura è a navata unica con cappella addossata sul lato sinistro e sormontata da cupola. Le caratteristiche sono quelle dello stile barocco, essendo la chiesa stata oggetto di profondi interventi durante il XVII secolo. La chiesa parrocchiale di San Lorenzo, oggi visibile, edificata tra il 1624 e il 1637 dall'architetto Andrea Storace.
La facciata esterna ha linee semplici ed è decorata a fasce orizzontali bicolori in tipico stile ligure. All'interno si conservano alcune opere di rilievo quali un polittico di San Lorenzo del 1584,
un tabernacolo in legno del XVI secolo, una tela secentesca della Madonna del Rosario e un trittico della Vergine con San Lorenzo e Sant'Antonio.

## Altri edifici religiosi
Nella zona di Varigotti sorgono inoltre i seguenti edifici religiosi: l'oratorio di Sant'Antonio, adiacente alla parrocchiale, e la vecchia chiesa di San Lorenzo sulle colline che sovrastano la Baia Dei Saraceni, immediatamente dietro Punta Crena, la collina che si erge da barriera tra il borgo di Varigotti e l'insenatura naturale utilizzata in passato come porto, distrutto in epoca antica dalla flotta genovese.

## Galleria d'immagini

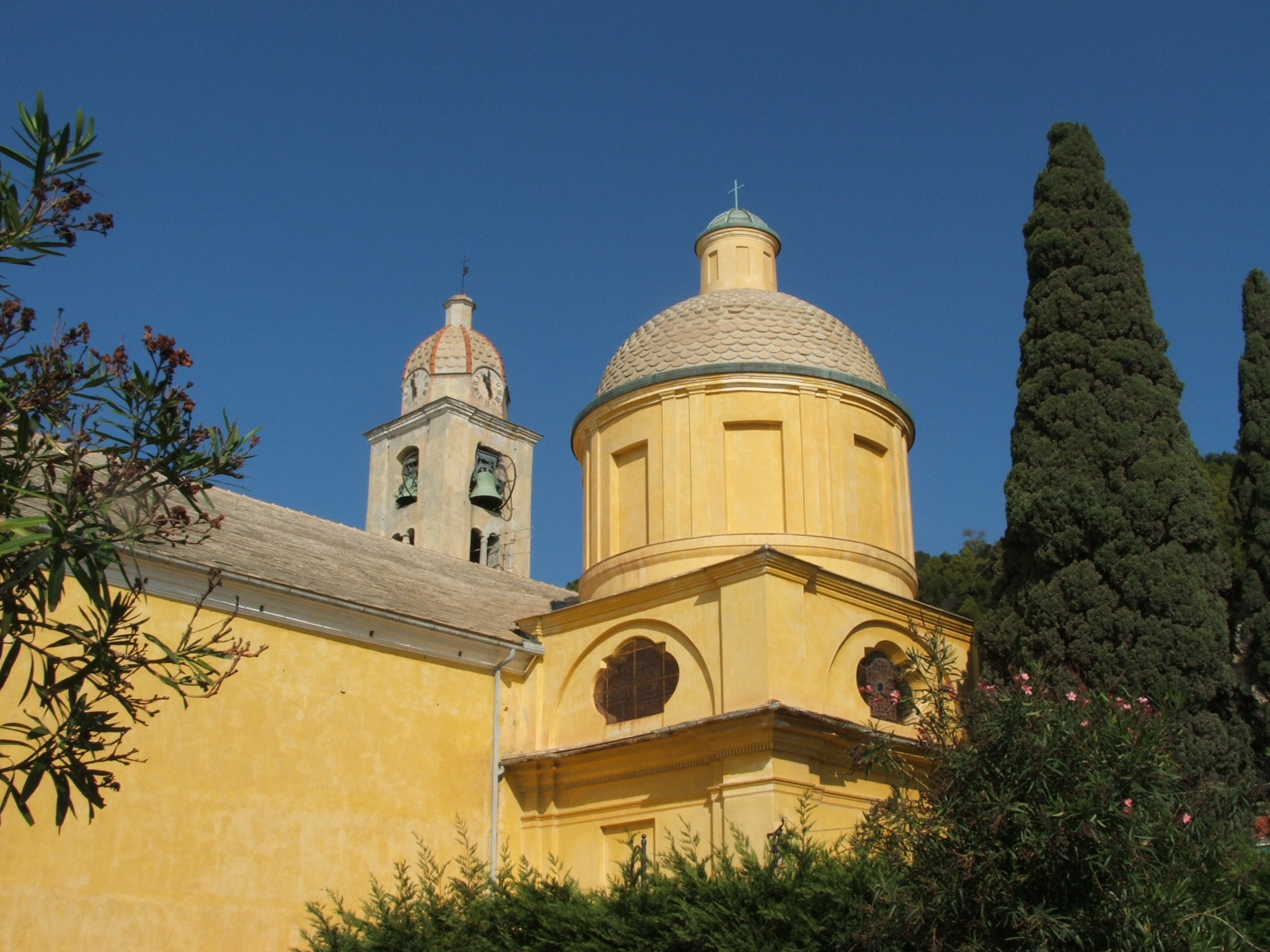
Particolare
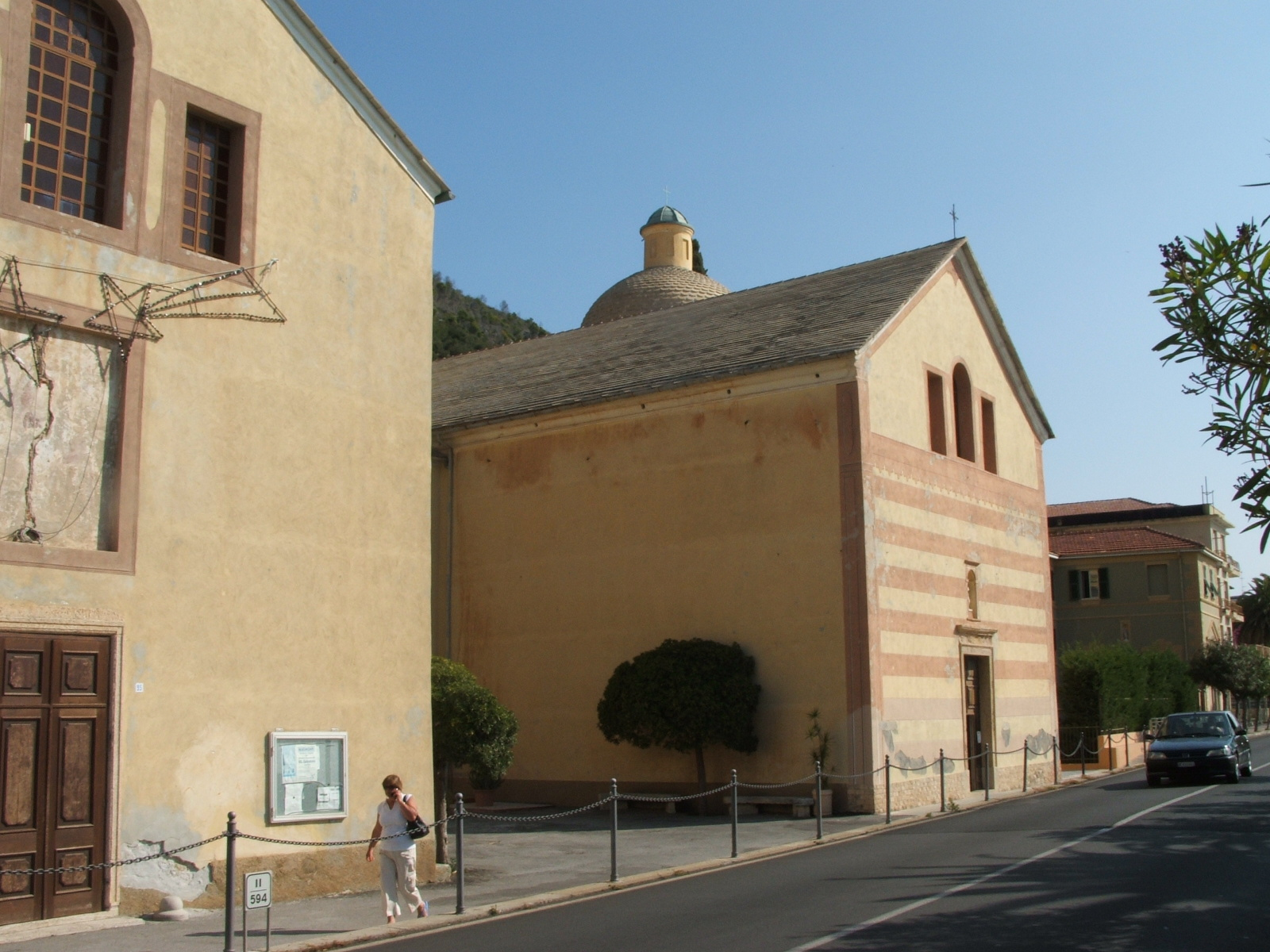
Particolare
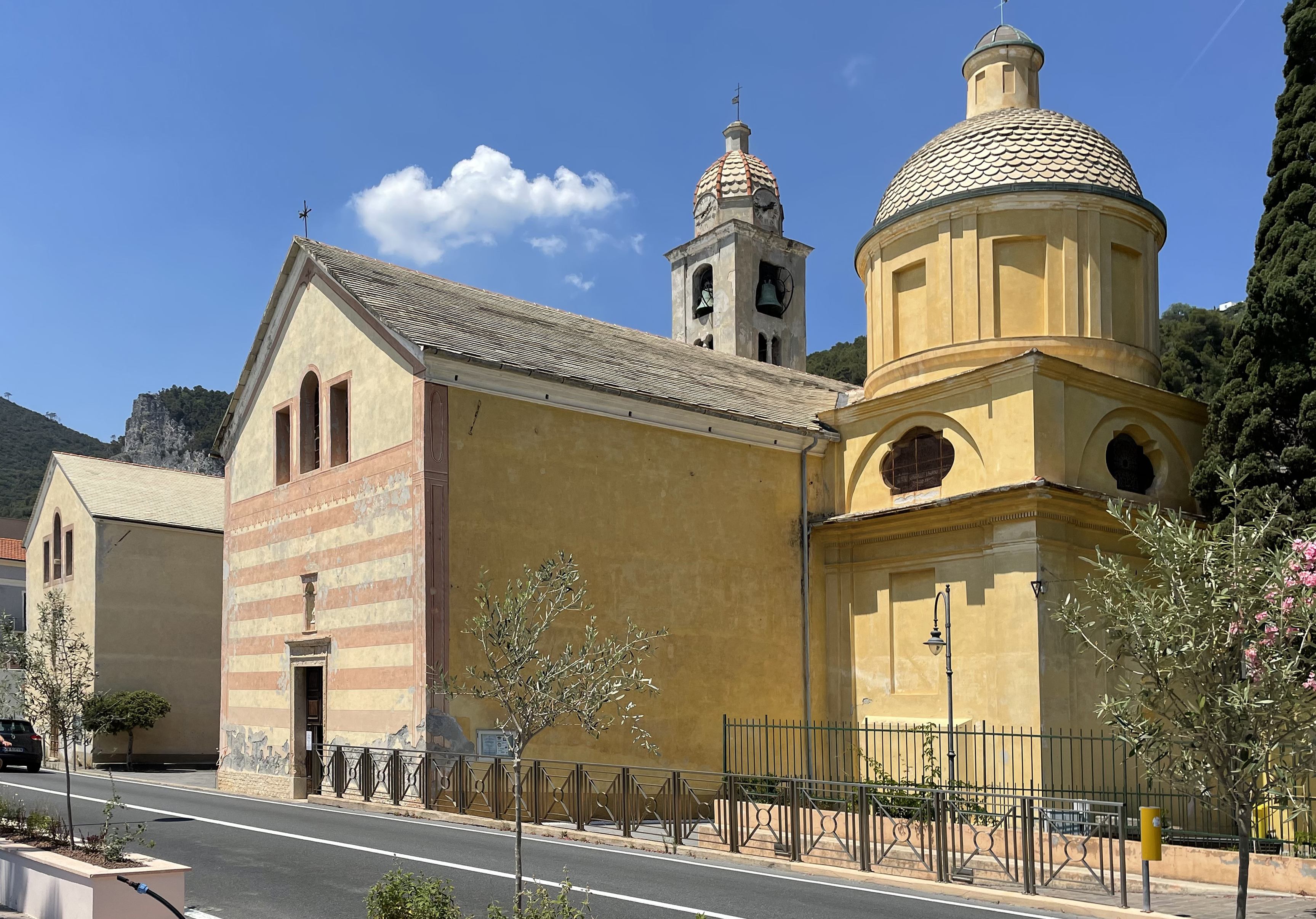
Fuori nel giugno 2022
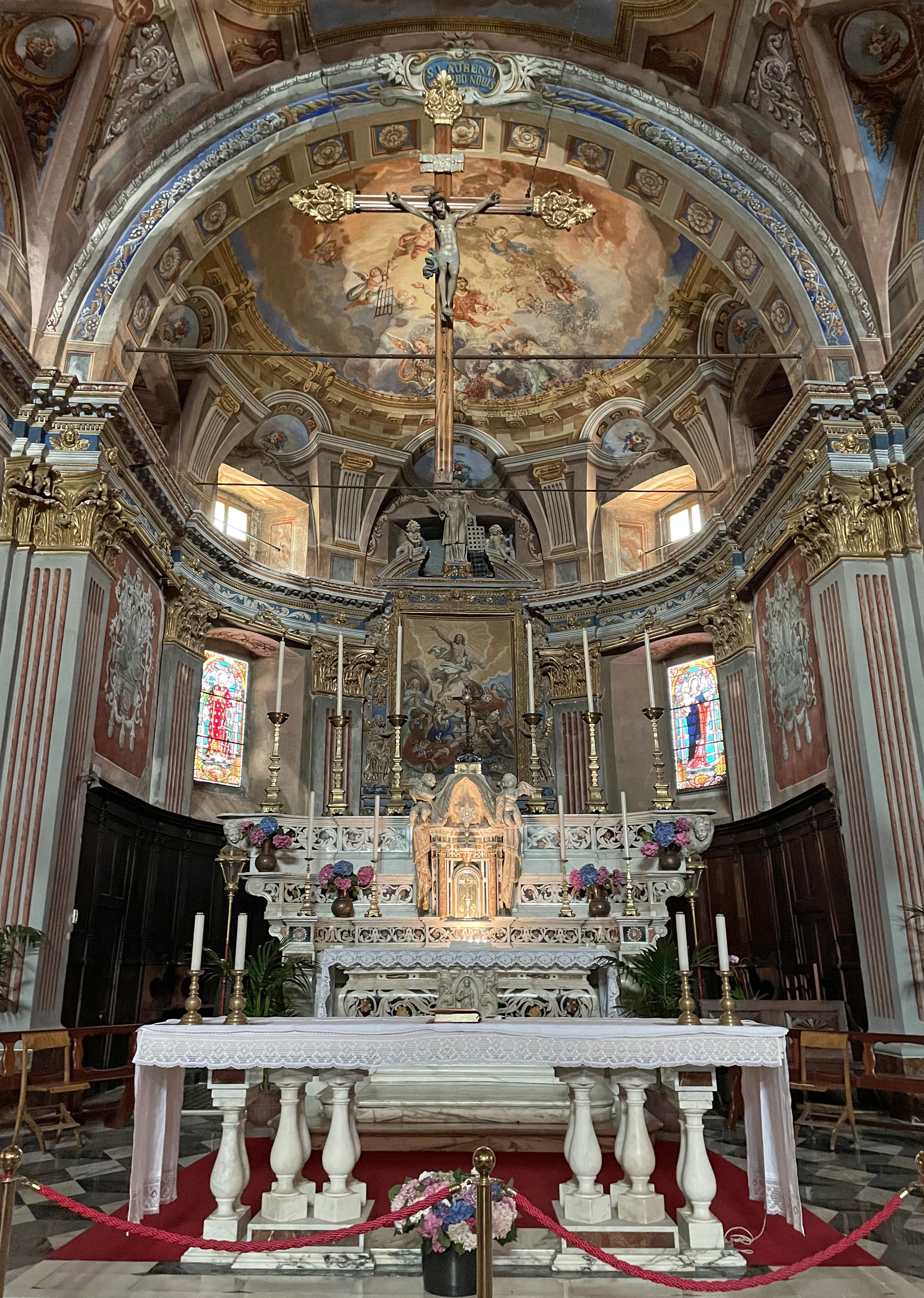
l'interno nel giugno 2022